# Scambus tenthredinum
Scambus tenthredinum är en stekelart som först beskrevs av Johann August Ephraim Goeze 1776.  Scambus tenthredinum ingår i släktet Scambus och familjen brokparasitsteklar. Inga underarter finns listade i Catalogue of Life.